# Oswald Achenbach

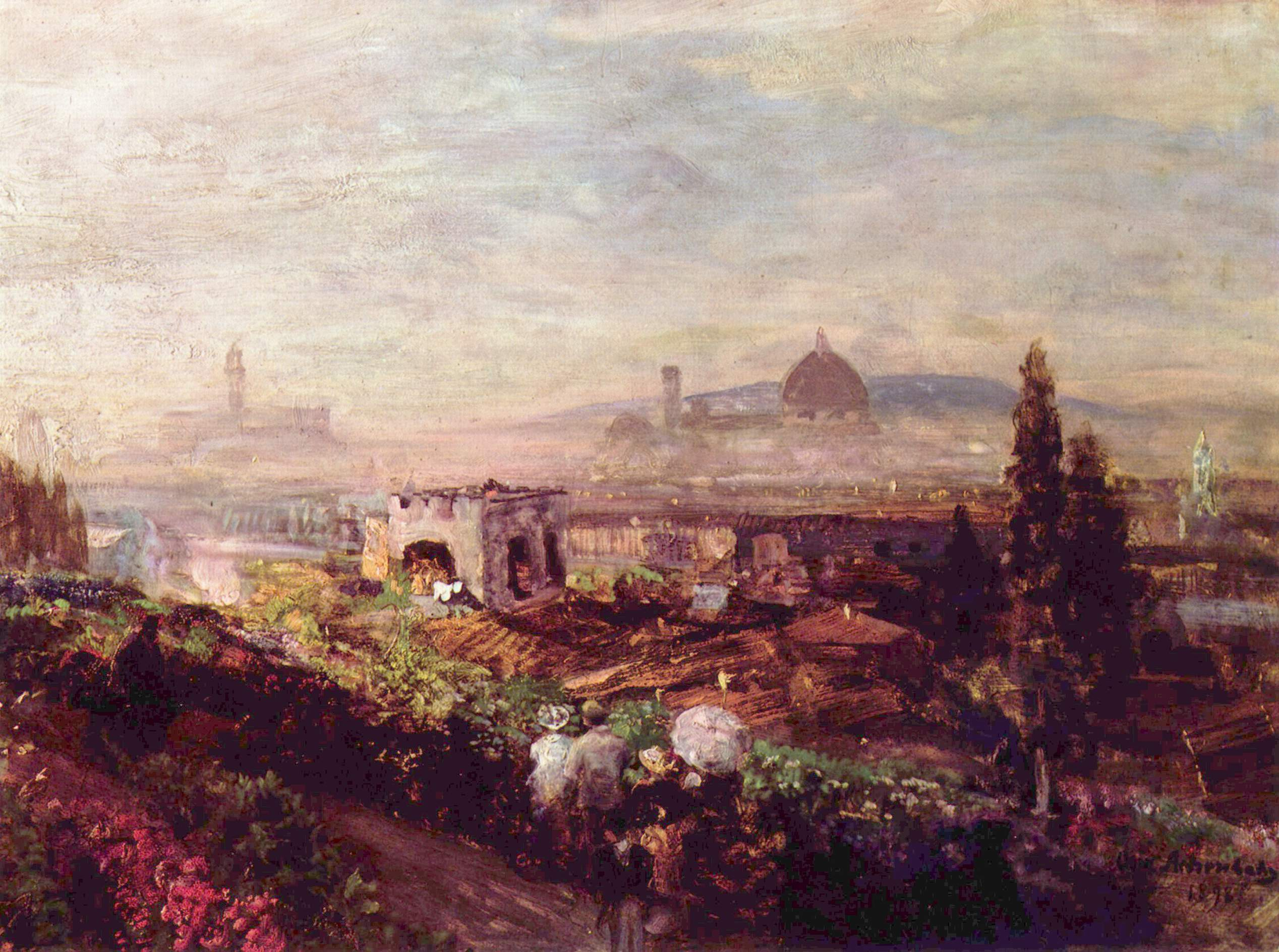
Pohled na Florencii, 1898, Kunstmuseum Düsseldorf

Oswald Achenbach (2. února 1827 Düsseldorf – 1. února 1905 tamtéž) byl německý krajinář, bratr Andrease Achenbacha. Byl uznávaným koloristou a zakladatelem düsseldorfské školy krajinomalby.
Studoval na akademii v Düsseldorfu a v atelieru svého bratra. Od roku 1850 často cestoval do Itálie, kde maloval romantické krajiny kolem Neapole a Říma, dále bavorské hory a krajiny Švýcarska. Byl ovlivněn dílem Carla Blechena. Adenbachův styl navazuje na romantismus a realismus.